# Don't Blink
『Don't Blink』（ドントブリンク）は、2020年12月9日にEVIL LINE RECORDSから発売されたB.O.L.Tの1stシングルである。表題曲「Don't Blink」はBSテレ東テレビドラマ『どんぶり委員長』の主題歌に使用された。

## 概要
B.O.L.Tが2020年12月9日にEVIL LINE RECORDSからリリースした1stシングル。初回限定盤（KICM-92073）と通常盤（KICM-2074）の2形態での発売。
表題曲の「Don't Blink」は、BSテレ東テレビドラマ『どんぶり委員長』の主題歌。カップリング曲は「淡い空」。
初回限定盤には「SLEEPY BUSTERS（Group2 Remix）」「わたし色のトビラ（Reverse Remix）」も収録しており、特典として「Don't Blink MUSIC VIDEO」「Don't Blink MUSIC VIDEO メイキング」を収録したBlu-rayが付属する。
KING e-Shop限定で「B.O.L.T『Don't Blink』どんぶりん付きCD」（どんぶり付き）を発売する。
2020年9月22日に配信したYouTube「B.O.L.T.V～ボルティービー～」にて1stシングルの発売を発表した。
9月30日、BSテレ東“真夜中ドラマ枠”で10月24日深夜から放送されるテレビドラマ『どんぶり委員長』の主題歌が、1stシングルの表題曲「Don't Blink」であることを発表した。
11月8日、アートワークを公開。ジャケット写真は“瞬きするな”という楽曲のテーマをもとに、メンバーが目のシルエットの中でそれぞれ目を意識したポーズを取った写真になっており、新しいアーティスト写真ではピンクを基調とした新衣装に身を包んだメンバーが、自身の目を指差している。
本作は2020年12月21日付のオリコン週間シングルランキングにて15位を獲得した。

## 収録曲
初回限定盤と通常盤の2形態で発売する。（B.O.L.T：内藤るな、高井千帆、青山菜花、白浜あや）
| #  | タイトル                              | 作詞             | 作曲             | 編曲             | Remixed by    |
| -- | ------------------------------------- | ---------------- | ---------------- | ---------------- | ------------- |
| 1. | 「Don't Blink」                       | Jose（TOTALFAT） | Jose（TOTALFAT） | TOTALFAT         |               |
| 2. | 「淡い空」                            | 雪沢実花         | 開花俊介         | 開花俊介         |               |
| 3. | 「SLEEPY BUSTERS（Group2 Remix）」    |                  |                  |                  | Group2        |
| 4. | 「わたし色のトビラ（Reverse Remix）」 |                  |                  |                  | Tsudio Studio |
| 5. | 「Don't Blink（off vocal ver.）」     |                  | Jose（TOTALFAT） | Jose（TOTALFAT） |               |
| 6. | 「淡い空（off vocal ver.）」          |                  | 開花俊介         | 開花俊介         |               |

| #  | タイトル                          | 作詞             | 作曲             | 編曲             |
| -- | --------------------------------- | ---------------- | ---------------- | ---------------- |
| 1. | 「Don't Blink」                   | Jose（TOTALFAT） | Jose（TOTALFAT） | TOTALFAT         |
| 2. | 「淡い空」                        | 雪沢実花         | 開花俊介         | 開花俊介         |
| 3. | 「Don't Blink（off vocal ver.）」 |                  | Jose（TOTALFAT） | Jose（TOTALFAT） |
| 4. | 「淡い空（off vocal ver.）」      |                  | 開花俊介         | 開花俊介         |

### Don't Blink
- タイトル曲。作詞・作曲：Jose（TOTALFAT）、編曲：TOTALFAT。
- BSテレ東テレビドラマ『どんぶり委員長』の主題歌。
- ドラマの世界観を表現したポップなナンバー[3]。
- B.O.L.Tは「気がつくと口ずさんでしまうようなキャッチーな歌詞とB.O.L.T特有のバンドサウンド、そして一緒に踊りたくなるような振り付けが加わりとても素敵な楽曲に仕上げていただきました」と紹介している。
- 高井千帆は「わたしたちからファンの方たちへのメッセージのような意味合いもある歌詞なので、ぜひ歌詞にも注目してもらいたいです。」とコメントした[9]。
- 作詞・作曲を担当したJose（TOTALFAT）は「思いついた言葉から瞬きするのがもったいないくらいの新しいものとの出会いや恋の始まりのワクワク感を、心躍るアッパーなビートに乗せて書きました」と語り、サビの一番大事なところで"どんぶり"みたいな響きの何かを入れたくてずっと考えていたら「Don't Blink」（瞬きするな）を思いついたという[10]。
- 2020年10月18日に東京・Zepp Tokyoで開催した初のワンマンライブ「B.O.L.T『POP』ONE MAN LIVE@Zepp Tokyo」にて初披露[11][12][13]。12月1日、初披露ライブ映像[14]をYouTubeに公開した[15]。
- 10月20日のテレビドラマ『どんぶり委員長』のオンライン記者会見にはB.O.L.Tも登壇し、高井千帆が「主題歌のお話をいただいたときは本当にうれしくてびっくりしました。私自身、食べることが大好きなのでドラマを観て、おいしいどんぶりのレシピを覚えて料理の勉強もできたらなと思っています」とメンバーを代表して挨拶した[16]。
- ドラマ『どんぶり委員長』のエンディングには楽曲に合わせてキャストが“どんぶりダンス”を踊るシーンがあり、視聴者参加型の「“どんぶりダンス”コンテスト」を2020年12月12日まで開催していた[17]。
- 11月16日、ミュージックビデオ[18]を公開。監督はZUMIが務め、制服姿のメンバーが学校で踊る青春ドラマを彷彿とさせるような映像になっている。視力検査のランドルト環が曲名に変わってたり、4人が風船を割っても目をつむらないでいられるかというゲームに挑戦したりと、ところどころに「まばたきしないで」という意味のタイトル「Don’t Blink」にかけたギミックがちりばめられている[19]。
- 11月26日にはミュージックビデオのメイキングダイジェスト映像[20]を公開した[21]。
- MVについて、内藤るなは「予想がつかないくらいすごいMVになるのではないかと思っているので、何回も何回も見ていただきたいですし、見るときは“まばたきせずに”最後まで見てください！」、高井千帆は「いろんな表情の私たちが見られるMVとなっていますので、最後まで見て楽しんでほしいなと思います」とコメントしている[22]。
- 振付は竹中夏海が担当した[23]。振付のポイントについて内藤るなは「私たち的にはひさしぶりにダンスを多めに入れていただいて、位置構成も、基本今まではふたり（小学生組）が端に立って前で踊っていて、私たちはフリーで動き回る感じだったんですけど、今回はバリバリに位置がついていて。落ちが一列とか、間奏は円になって踊るので、そこも注目してもらえたら嬉しい。」とコメントしている[24]。
- 2020年12月1日から12月31日まで牛丼チェーン店・すき家の店内放送で毎時2回流れている[25]。

### 淡い空
- カップリング曲。作詞：雪沢実花、作曲・編曲：開花俊介。
- 過去を回顧することによる新たな成長を描いたロックバラードで、サビはメンバーがソロで力強く歌唱し感情を表現している[26]。
- 2020年11月13日にYouTubeで配信されたラジオ番組『B.O.L.Talk』で初オンエア[27]。12月8日にはPROMOTION MOVIE[28]を、12月14日にはレコーディングダイジェスト映像[29]YouTubeに公開した。
- 高井千帆は「切ない曲ですね。バックの音は相変わらず格好良いサウンドなんですけど、割とゆったりしていて、でもサビは声を張ったガツンとロックな感じです。」とコメントしている[30]。

### SLEEPY BUSTERS（Group2 Remix）
- 初回限定盤にのみ収録。1stアルバム『POP』収録曲「SLEEPY BUSTERS」のGroup2によるリミックス。
- 内藤るなは「『POP』だとお昼くらいのイメージの曲だったので、眠たくならないような元気な感じでしたけど、今回は『寝ていいよ』っていう、夕方から夜にかけての感じの曲になってます。」とコメントしている[30]。
- 青山菜花は「寝る前に聴いたら気持ちよく眠れると思います」、白浜あやは「イントロの『ねむたーい!!』と叫ぶところも雰囲気が柔らかくなっていて、聴いていて心地いいよね。」と語っている[31]。
- リミックスを手掛けたGroup2の上田真平は「原曲で表現されている眠気と戦うというより、そこからさらに眠気を誘うというか、浮遊感や夢心地なイメージを出せればいいかと思っていました。それで最終的に、180ある原曲のBPMをちょうど半分である90にしました。」とコメントしている[32]。

### わたし色のトビラ（Reverse Remix）
- 初回限定盤にのみ収録。1stアルバム『POP』収録曲「わたし色のトビラ」のTsudio Studioによるリミックス。
- 高井千帆は「『POP』に収録されてるものは、デモ音源をアレンジしてたんですよ。今回は最初のデモを生かした感じになってます。」「ドリーミーで夢の中にいるようなふわふわ～っとした感じになってます。」とコメントしている[30]。